# Juliusz Prachtel-Morawiański
Juliusz Józef Leopold Prachtel-Morawiański ps. „Cezary” i „Justyn” (ur. 14 lub 15 lutego 1899 w Stanisławowie, zm. 11 listopada 1970 w Londynie) – polski prawnik z tytułem doktora, prokurator w II Rzeczypospolitej, oficer Wojska Polskiego, Związku Walki Zbrojnej–Armii Krajowej i Polskich Sił Zbrojnych.

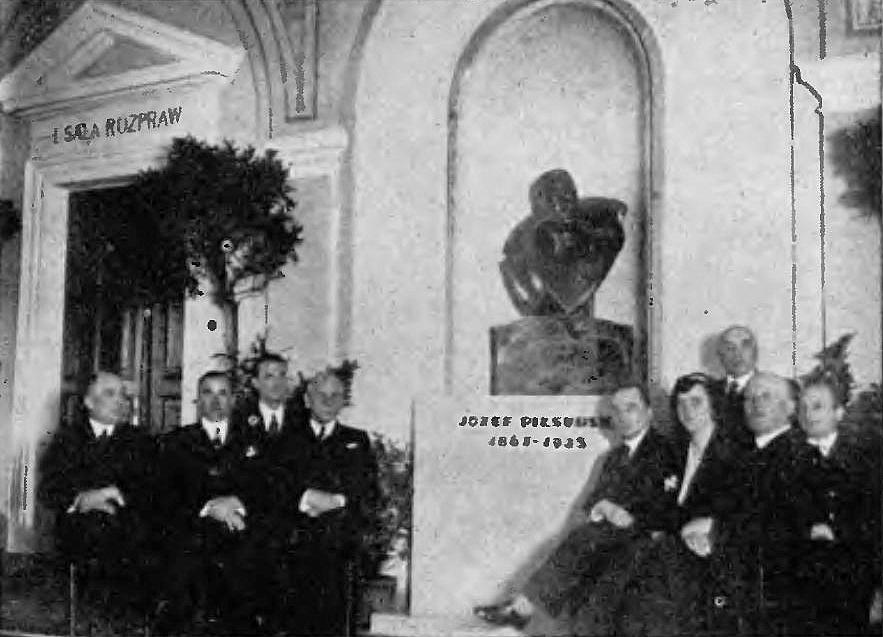
Juliusz Prachtel-Morawiański (trzeci z lewej) podczas odsłonięcia popiersia J. Piłsudskiego w gmachu Sądu Okręgowego we Lwowie w maju 1936. Obok m.in. Józef Chirowski, Marian Zbrowski, Stanisław Dębicki, Helena Lepiarz, Lucjan Malicki

## Życiorys
Juliusz Józef Leopold Prachtel-Morawiański według różnych źródeł urodził się 14 lub 15 lutego 1899 w Stanisławowie. Był wnukiem dr. Józefa Prachtela-Morawiańskiego (1837–1907, prokuratora w Przemyślu) i Józefy (1840–1895) oraz synem inżyniera Pawła Prachtela-Morawiańskiego (ur. 1870, urzędnik kolejowy, zaginiony po 1940) i Elżbiety z domu Kopcińskiej.
Ukończył studia prawnicze uzyskując tytuł doktora. W niepodległej II Rzeczypospolitej wstąpił do służby wymiaru sprawiedliwości. Pełnił stanowisko wiceprokuratora Sądu Okręgowego we Lwowie. Ze stanowiska wiceprokuratora Sądu Okręgowego we Lwowie we wrześniu 1936 został mianowany na posadę wiceprokuratora Sądu Apelacyjnego w Warszawie. Jako prokurator był oskarżycielem m.in. w rozprawie doraźnej w sprawie Mykołę Łemyka oskarżonego o zamach na konsula generalnego ZSRR we Lwowie (1933), w procesie o zamordowanie posterunkowego Stanisława Jacyny (1934), w rozpoczętym 25 maja 1936 przed sądem we Lwowie w procesie 23 ukraińskich działaczy OUN, w tym winnych zabójstwa Bronisława Pierackiego jak Stepan Bandera, oskarżonych o zdradę stanu i szereg zamachów (przewodniczącym składu sędziowskiego był Paweł Dysiewicz). Do 1939 pracował jako prokurator w Warszawie.
W Wojsku Polskim został awansowany do stopnia porucznika rezerwy piechoty ze starszeństwem z dniem 2 stycznia 1932. W 1934 był oficerem rezerwowym 53 pułku piechoty i pozostawał wówczas w ewidencji Powiatowej Komendy Uzupełnień Lwów Miasto.
Podczas II wojny światowej w trakcie okupacji niemieckiej zaangażował się w działalność konspiracyjną w ramach Polskiego Państwa Podziemnego i funkcjonował w strukturach Związku Walki Zbrojnej i Armii Krajowej, działając razem z córką. W stopniu porucznika, potem kapitana był referentem spraw sądowych Kierownictwa Walki Podziemnej (KWP) w strukturze Okręgowej Delegatury Rządu na Kraj Warszawa-Województwo. Sprawował obowiązki prokuratora Wojskowego Sądu Specjalnego Warszawskiego Obszaru ZWZ/AK, funkcjonując pod pseudonimami „Cezary” i „Justyn”. Od 1942 do sierpnia 1944 ukrywał żydowskie mieszkanki getta, siostry Bodner, Annę i Gizelę (później Jadwiga Ostrowska) oraz ich matkę, a po wybuchu powstania wystarał się o inne miejsce dla nich u swojego znajomego sędziego Janaka. Brał udział w powstaniu warszawskim w stopniu kapitana. Podczas powstania był prokuratorem WSS Obwodu Żoliborz AK (Żywiciel). Po upadku powstania został umieszczony przez Niemców w obozie (numer jeniecki 46502).
Po II wojnie światowej pozostał na emigracji w Londynie. W 1964 został awansowany do stopnia majora w korpusie audytorów Polskich Sił Zbrojnych na Zachodzie. Zmarł 11 listopada 1970. Według różnych źródeł został pochowany na cmentarzu w Willesden (Willesden Cemetery) lub na Cmentarzu North Sheen w Kew (w tym samym miejscu spoczęła Salme Prachtel-Morawiańska, żyjąca w latach 1923–2010).

## Odznaczenia
- Krzyż Komandorski Orderu Odrodzenia Polski (2 maja 1956, przyznany przez Prezydenta RP na uchodźstwie Augusta Zaleskiego za zasługi w pracy państwowej i społecznej)[31].